# الیو دینگ
الیو دینگ (انگلیسی: Aliou Dieng؛ زادهٔ ۱۶ اکتبر ۱۹۹۷) بازیکن فوتبال اهل مالی است.
از باشگاه‌هایی که در آن بازی کرده است می‌توان به باشگاه ورزشی جولیبا، باشگاه فوتبال الاهلی، و باشگاه فوتبال مولودیه الجزایر اشاره کرد.
وی همچنین در تیم‌های ملی فوتبال مالی بازی کرده است.